# Правителство на Ренета Инджова
Правителството на Ренета Инджова е осемдесет и четвъртото правителство на Република България (първото служебно на РБ), назначено с Указ № 213 на президента на републиката от 17 октомври 1994 г.. Управлява страната до 25 януари 1995 г., след което е наследено от правителството на Жан Виденов.
Това е първото и единствено правителство на България с жена министър-председател, смята се за едно от успешните правителства на България след 1989 г., като приключва работата си с повишен рейтинг. Правителството успява да овладее и спре тенденцията на продължителното обезценяване на лева и макар и минимално, увеличава заплатите и пенсиите, извършва приватизационни сделки на стойност 3 милиарда стари лева.

## Политика
Правителството се сформира поради отказа на СДС и БСП да образуват коалиционен кабинет, поради което Желю Желев е принуден да разпусне XXXVI народно събрание и да насрочи нови парламентарни избори за 18 декември 1994 г.
На 17 октомври 1994 г. Инджова става министър-председател в служебно правителство, назначено от президента Желю Желев, което управлява с тримесечен мандат до 26 януари 1995.
Със стъпването си в длъжността министър-председател Ренета Инджова публично обявява „тотална война с растящата престъпност“. Наложени са мерки за предотвратяване на изтичането на класифицирана информация, като се забранява изнасянето на служебни документи от чиновниците в държавните институции. Възложено е на Националната служба за охрана (НСО) да осъществява контрол за спазването на заповедта.
Привикани в МВР са представители на охранителни фирми, като впоследствие министърът на вътрешните работи Чавдар Червенков заявява, че разполага с данни кои са фирмите, които се занимават с рекет.
Уволнени са шефът на Комитета по туризъм Емил Лозанов, директорите на хотел „София“ и парк-хотел „Москва“ Марин Грозданов и Любомир Веселинов. Сменен е Надзорният съвет на Агенцията за приватизация, в лицето на Феодор Горанко, Димитър Христов, Лиляна Стоянова и Меглена Кунева. Отстранен е Изпълнителният директор на Центъра за масова приватизация. В началото на ноември петима от шефовете на МВР се разделят с постовете си. Директорът на отдел „Финансово-стопански“ на Министерството на финансите – Иванка Гугалова – е уволнена поради неправомерно превишаване на разходите за командировъчни на служителите от Министерския съвет. На 10 ноември 1994 г. служебният кабинет освобождава председателя на Националната комисия по цените Васил Пехливанов, поради некомпетентност и неефективен контрол върху поскъпването на стоките с наблюдавани цени. На 17 ноември 1994 г. е отстранен Никита Шервашидзе – шеф на Комитета по енергетика. Основен мотив за уволнението са договори, които нарушават държавния интерес. Сменени са началниците на ГУ „Митници“, управление „Държавни разходи“ и зам.-началника на Главно управление „Данъчна администрация“.
По сигнал за закононарушения, свързани с изчезването на информация за 960 промишлени фирми, изпратен от Ренета Инджова до прокуратурата през ноември, главният прокурор Иван Татарчев започва проверка на бившия министър на промишлеността Румен Биков и бившия министър на труда и социалните грижи Евгени Матинчев. Изчезналите папки съдържат финансови резултати, отчет за приходите и разходите, персонал, работни заплати, пазари, контрагенти, сключени договори и партньори.
Служебното правителство започва и завършва по време на своя мандат деривацията „Скакавица – Джерман“, която възстановява нормалното водоподаване в град София. Водният режим, според тогавашния кмет Александър Янчулев, е предизвикан поради повишено използване на водни ресурси от „Кремиковци“ и зад него седят корпоративни и свързани с предстоящите избори интереси на „Мултигруп“.
Кабинетът решава да удвои броя на следователите поради огромния брой висящи дела, очакващи решения. Инициирана е ревизия в НЕК, поради настояването на електрическата компания за спешно вдигане на цените на тока и електроенергията.
По време на мандата, служебното правителство на Ренета Инджова приема над 250 нормативни акта.
Индексират се доходите на населението, като минималната работна заплата е повишена с 18,13%, от 1814 лв. на 2143 лв. Повишени с 18,13% са майчинските, детските надбавки и обезщетенията за безработните. 13-а пенсия в размер на 450 лева получават пенсионерите. Общините получават допълнителни 600 млн. лева за увеличение на заплатите на лекари и учители с 18%. Също с толкова е повишено заплащането във всички държавни ведомства. Приета е програма за младежка заетост.
На 19 декември 1994 г., по време на втория си месечен отчет пред обществеността, премиерът Ренета Инджова заявява, че „законодателството насърчава престъпността и всеки опит да се докосне организираната престъпност опира до добре скроени договори и чисти правни форми“. Според нея законодателството „толерира, протежира и усъвършенства“ развитието на престъпността, която е достигнала стадий мафията да е в симбиоза с официалната власт.
В края на мандата си Инджова публично обвинява предишния премиер – професор Любен Беров, че неговото правителство е било правителство на Мултигруп.

## Състав
Служебният кабинет, оглавен от Ренета Инджова, е съставен от граждански експерти. Сформиран е от следните 16 министри и министър-председател:
| министерство                                   | име | име               | партия     |
| ---------------------------------------------- | --- | ----------------- | ---------- |
| министър-председател                           |     | Ренета Инджова    | безпартиен |
| заместник министър-председател, финанси        |     | Христина Вучева   | безпартиен |
| заместник министър-председател                 |     | Ивайло Трифонов   | безпартиен |
| заместник министър-председател, здравеопазване |     | Никола Василев    | безпартиен |
| вътрешни работи                                |     | Чавдар Червенков  | безпартиен |
| земеделие                                      |     | Румен Христов     | СДС        |
| наука и образование                            |     | Марко Тодоров     | безпартиен |
| култура                                        |     | Ивайло Знеполски  | безпартиен |
| околна среда                                   |     | Валентин Босевски | безпартиен |
| отбрана                                        |     | Бойко Ноев        | безпартиен |
| правосъдие                                     |     | Теодор Чипев      | безпартиен |
| промишленост                                   |     | Витко Еленков     | безпартиен |
| транспорт                                      |     | Милчо Ковачев     | безпартиен |
| териториално развитие и строителство           |     | Даниел Левиев     | безпартиен |
| труд и социални грижи                          |     | Йордан Христосков | безпартиен |
| търговия                                       |     | Кирил Велев       | безпартиен |
| външни работи                                  |     | Иван Станчов      | безпартиен |